# Carl de Boor (Mathematiker)

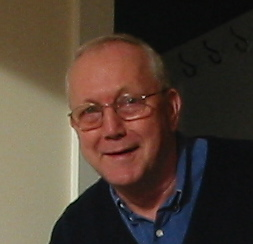
Carl de Boor, 2004

Carl-Wilhelm Reinhold de Boor (* 3. Dezember 1937 in Stolp, heute Polen) ist ein deutsch-amerikanischer Mathematiker und emeritierter Professor für Mathematik und Informatik an der University of Wisconsin–Madison. Seine Forschungsgebiete sind Numerische Mathematik und Approximationstheorie, insbesondere Splines.

## Leben
De Boor studierte 1956 bis 1959 an der Universität Hamburg, 1959/60 an der Harvard University (als Assistent von Garrett Birkhoff) und ab 1964 an der University of Michigan, an der er 1966 bei Robert Christian F. Bartels promoviert wurde (The Method of Projections as Applied to the Numerical Solution of Two Point Boundary Value Problems Using Cubic Splines). 1960 bis 1964 arbeitete er als Werkstudent bei General Motors. Seine ersten Veröffentlichungen zu Splines sind von 1962. 1966 wurde er Assistant Professor und 1968 Associate Professor an der Purdue University und ab 1972 war er Professor an der University of Wisconsin–Madison.
1970 bis 1995 war er Gastwissenschaftler am Los Alamos National Laboratory und 1970/71 Gastprofessor an der University of Michigan.
Er ist US-Staatsbürger. De Boor ist verheiratet und hat vier Kinder.

## Auszeichnungen
Im Jahr 1997 wurde er in die National Academy of Sciences gewählt und 1993 in die National Academy of Engineering, er ist Fellow der American Academy of Arts and Sciences (1987), und er erhielt 2003 die National Medal of Science in Mathematik. Er gewann 1996 den John-von-Neumann-Preis der Society for Industrial and Applied Mathematics und den John Gregory Award of Geometric Design im Jahr 2009. Seit 1998 ist er Mitglied der Leopoldina und er ist Mitglied der Polnischen Akademie der Wissenschaften. 1992 erhielt er den Humboldt-Forschungspreis. Er ist Ehrendoktor des Technion und der Purdue University und Fellow der SIAM.
1985 war er Fairchild Scholar am Caltech. Er war Invited Speaker auf dem Internationalen Mathematikerkongress 1978 in Helsinki (Polynomial Interpolation).

## Schriften
- A practical Guide to Splines. überarbeitete Ausgabe, Springer, New York [u. a.] 2001, ISBN 0-387-95366-3
- On calculating with B-splines. In: J. Approximation Theory. Band 6, 1972, S. 50–62.